# Governors Awards
Governors Awards är en årlig prisceremoni som hålls av amerikanska filmakademien, där priser delas ut för livsverk ("lifetime achievement") inom filmindustrin. Governors Awards brukar hållas i november eller december och tre priser som är signifikativa för ceremonin innefattar Heders-Oscar, Jean Hersholt Humanitarian Award, och Irving G. Thalberg Memorial Award. Innan delades dessa priser ut i samband med Oscarsgalan, som vanligtvis hålls någon gång under februari eller mars, där man numera bara kort presenterar vinnarna och visar klipp från Governors Awards. Den första ceremonin hölls 14 november 2009.

## Ceremonier och pristagare

### Governors Awards 2009
- Datum: 14 november 2009
- Heders-Oscar: Lauren Bacall, Roger Corman och Gordon Willis
- Irving G. Thalberg Memorial Award: John Calley

### Governors Awards 2010
- Datum: 13 november 2010
- Heders-Oscar: Kevin Brownlow, Jean-Luc Godard och Eli Wallach
- Irving G. Thalberg Memorial Award: Francis Ford Coppola

### Governors Awards 2011
- Datum: 12 november 2011
- Heders-Oscar: James Earl Jones och Dick Smith
- Jean Hersholt Humanitarian Award: Oprah Winfrey

### Governors Awards 2012
- Datum: 1 december 2012
- Heders-Oscar: D.A. Pennebaker, Hal Needham och George Stevens, Jr.
- Jean Hersholt Humanitarian Award: Jeffrey Katzenberg

### Governors Awards 2013
- Datum: 16 november 2013
- Heders-Oscar: Angela Lansbury, Steve Martin och Piero Tosi
- Jean Hersholt Humanitarian Award: Angelina Jolie

### Governors Awards 2014
- Datum: 8 november 2014
- Heders-Oscar: Jean-Claude Carrière, Hayao Miyazaki och Maureen O'Hara
- Jean Hersholt Humanitarian Award: Harry Belafonte

### Governors Awards 2015
- Datum: 14 november 2015
- Heders-Oscar: Spike Lee och Gena Rowlands
- Jean Hersholt Humanitarian Award: Debbie Reynolds (som inte hade möjlighet att medverka så hennes barnbarn Billie Lourd tog emot det å hennes vägnar)

### Governors Awards 2016
- Datum: 12 november 2016
- Heders-Oscar: Jackie Chan, Anne V. Coates, Lynn Stalmaster och Frederick Wiseman

### Governors Awards 2017
- Datum: 11 november 2017
- Heders-Oscar: Charles Burnett, Owen Roizman, Donald Sutherland och Agnès Varda
- Special Achievment-Oscar: Alejandro González Iñárritu för virtuella verklighets-projektet Carne y Arena